# Cryptomauritius lawrencei
Cryptomauritius lawrencei är en mångfotingart som beskrevs av Karl Wilhelm Verhoeff 1939. Cryptomauritius lawrencei ingår i släktet Cryptomauritius och familjen fingerdubbelfotingar. Inga underarter finns listade i Catalogue of Life.